# آن فاغان جينجر
آن فاغان جينجر (بالإنجليزية: Ann Fagan Ginger)‏ هي محامية وناشطة حقوق الإنسان أمريكية، ولدت في 11 يوليو 1925.